# گروه اعزامی سوترن کراس

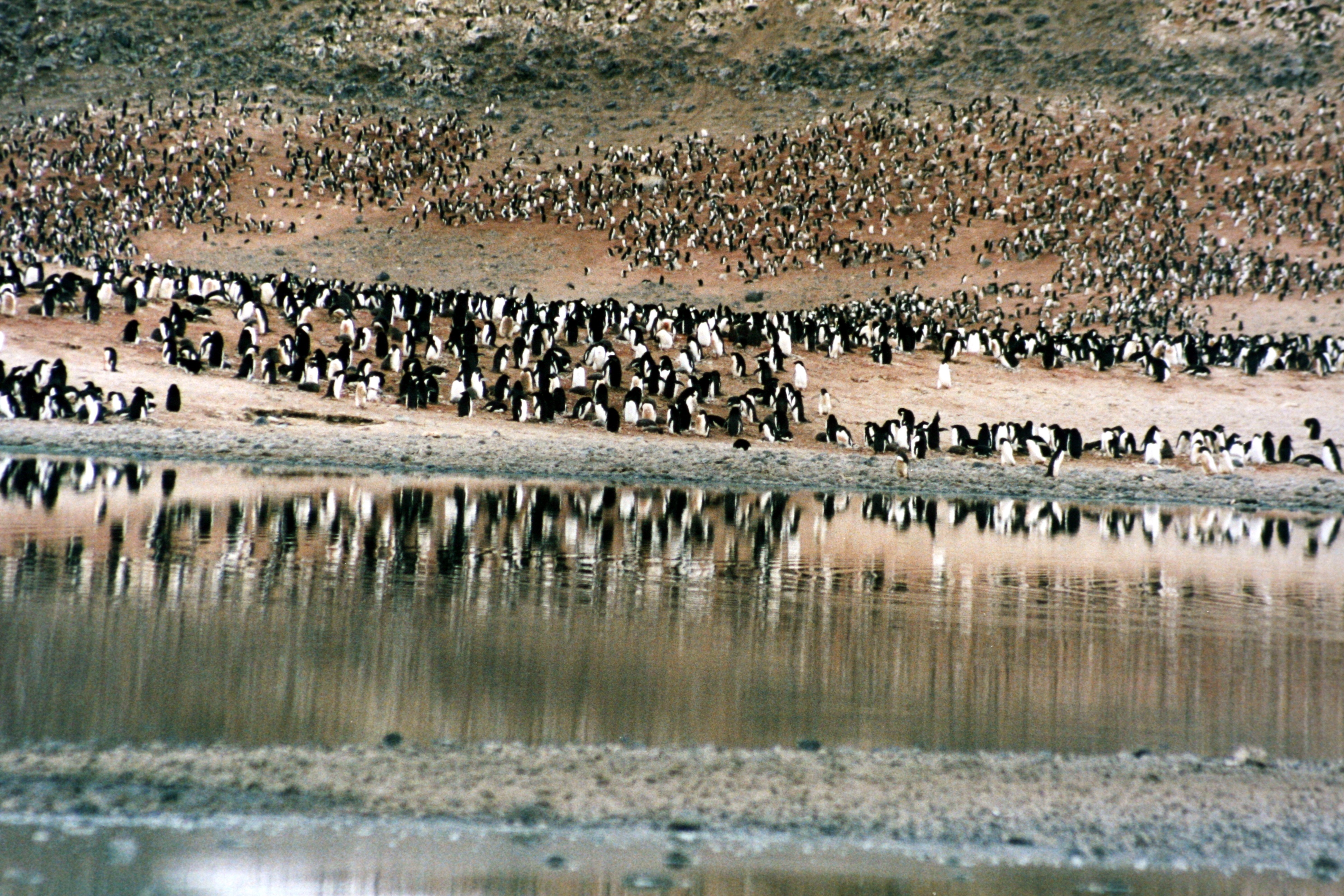
دماغه آدار نخستین مکانی است در قطب جنوب که گروه اعزامی سوترن کراس به آن رسید، در میان یک منطقه شلوغ از جمعیت پنگوئن‌ها (عکس:۲۰۰۱)

گروه اعزامی سوترن کراس (انگلیسی: Southern Cross Expedition) عنوان منتسب به گروهی است که رسماً به عنوان گروه اکتشافی و اعزامی بریتانیا به قطب جنوب از ۱۸۹۸ تا ۱۹۰۰ شناخته می‌شود. گروه اعزامی سوترن کراس اولین سرمایه‌گذاری بریتانیا در دوران قهرمانانه اکتشاف جنوبگان می‌باشد که طلایه‌دار سفرهای بعدی مشهورتر از رابرت فالکون اسکات و ارنست شکلتون گردید. چنین ایده‌ای، زادهٔ افکار کارستن بورچگروینک بود که اصالتی نروژی داشت. سوترن کراس اولین گروهی بود که در سرزمین اصلی قطب جنوب زمستان‌گذرانی کرد و همچنین، نخستین گروهی بود که پس از حدود ۶۰ سال از زمان سفر اکتشافی و پیشگام جیمز کلارک راس (مربوط به سال‌های ۱۸۳۹ تا ۱۸۴۳) از یخ‌تاق راس دیدن می‌کرد و نخستین پهلوگیری (لنگر انداختن کشتی) موفق بر روی سطوح موانع را انجام داد و سرانجام، پیشگام استفاده سگ و سورتمه در سفرهای قطبی جنوبگان بود.

## نگارخانه

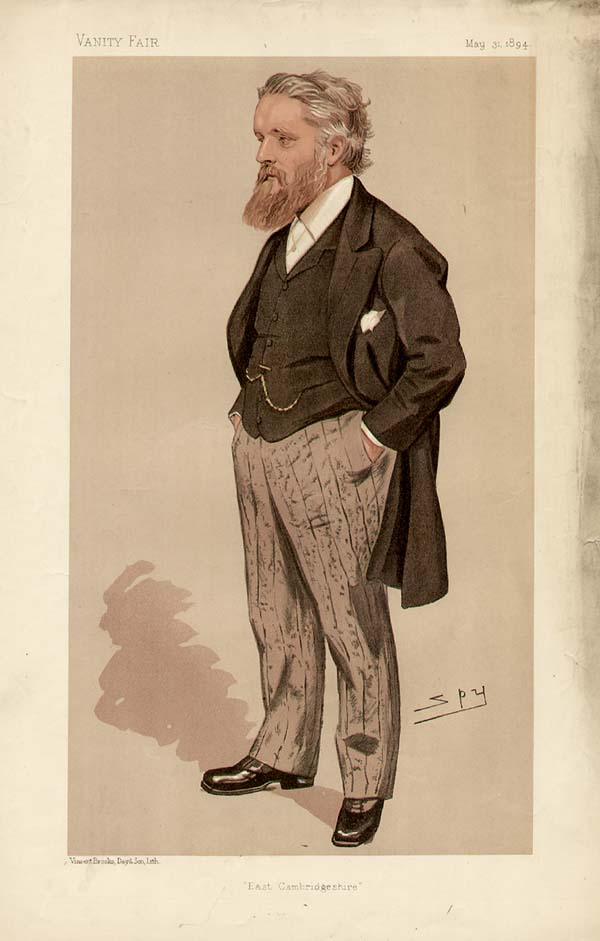
جورج نیون، حمایت‌کننده مالی سفر اکتشافی
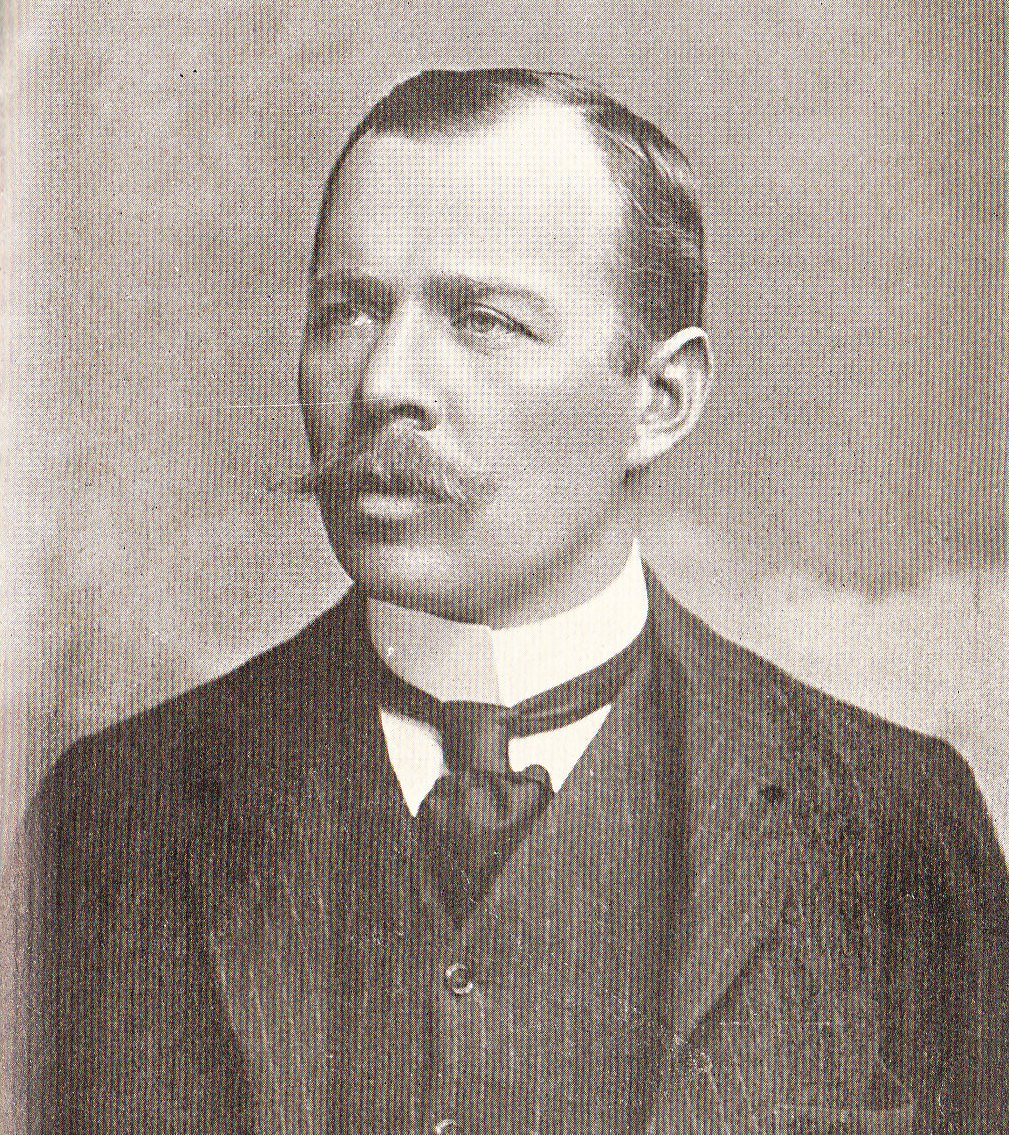
کارستن بورچگروینگ
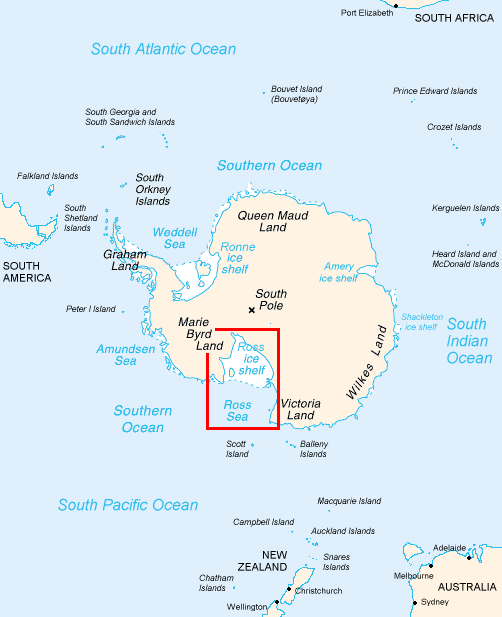
جنوبگان، نشانگر منطقه دریای راس
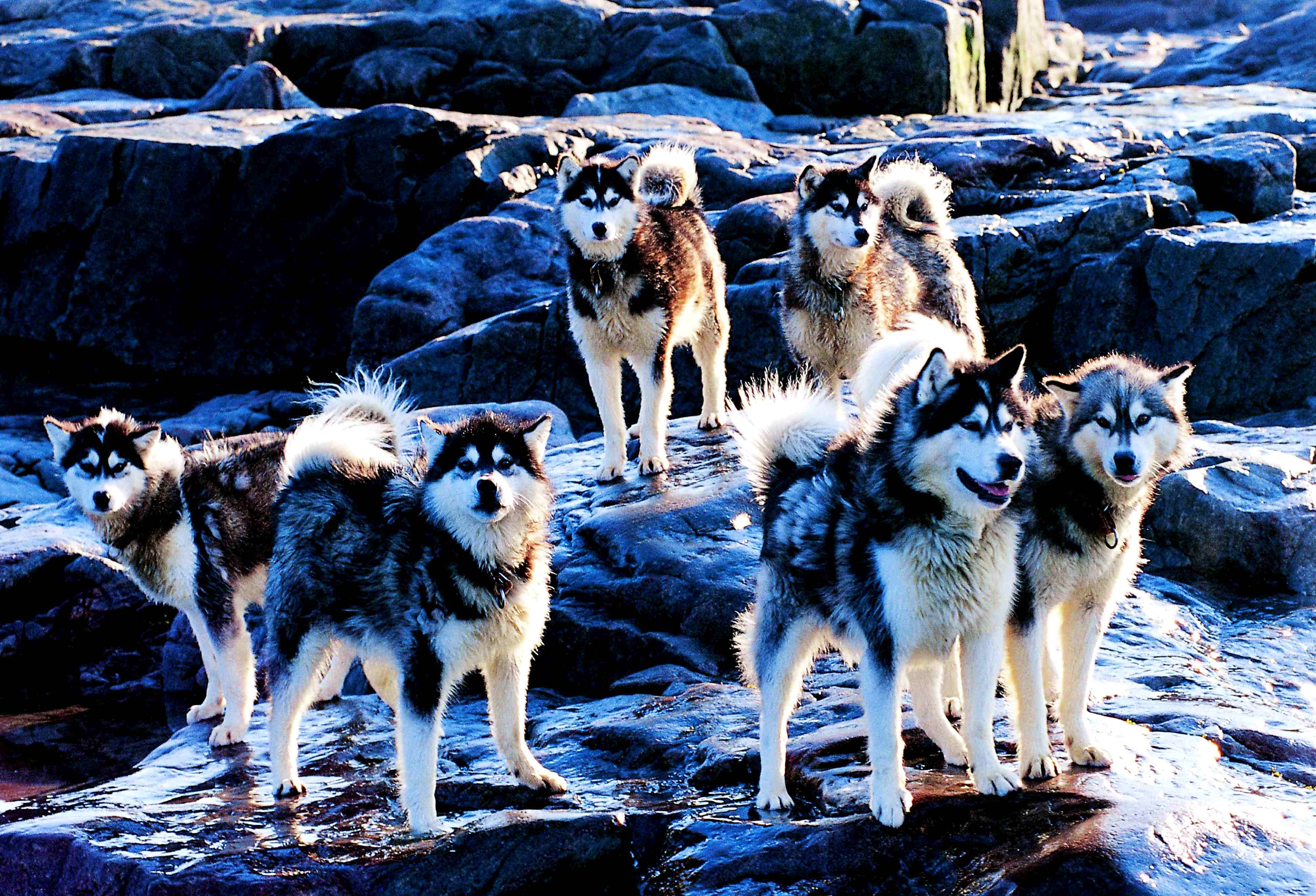
سفر اکتشافی تقاطع جنوبی، پیشگام و پایه‌گذار استفاده از سگ‌های مشهور به هاسکی در سفرهای قطبی بود
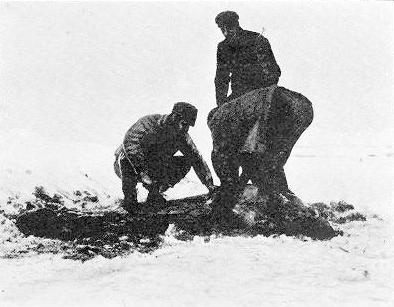
زمستان سال ۱۸۹۹، کولبک، برناچی، و ایوانز در حال کندن پوست خوک دریایی
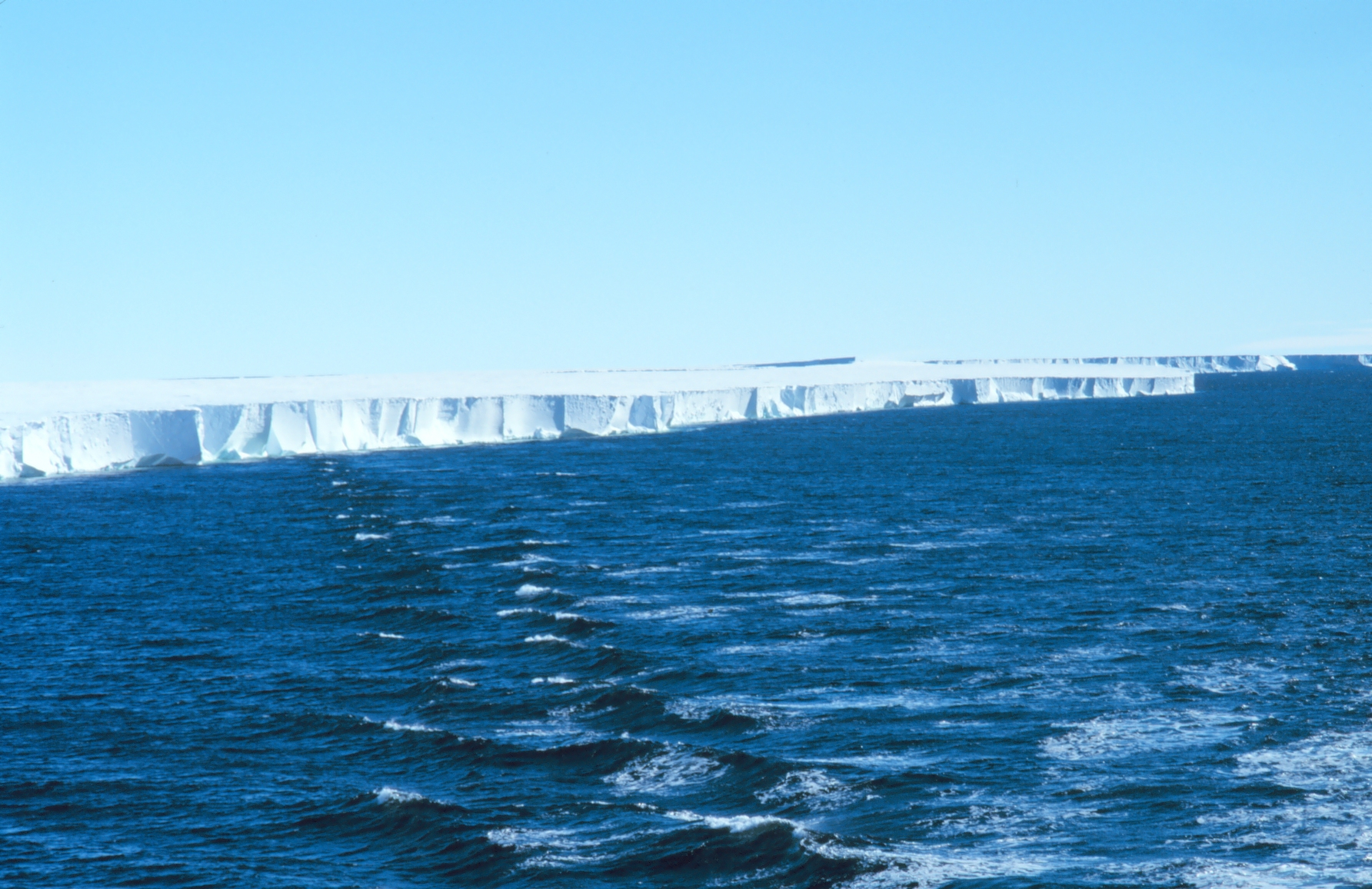
یخ‌تاق راس در سال ۱۹۹۷
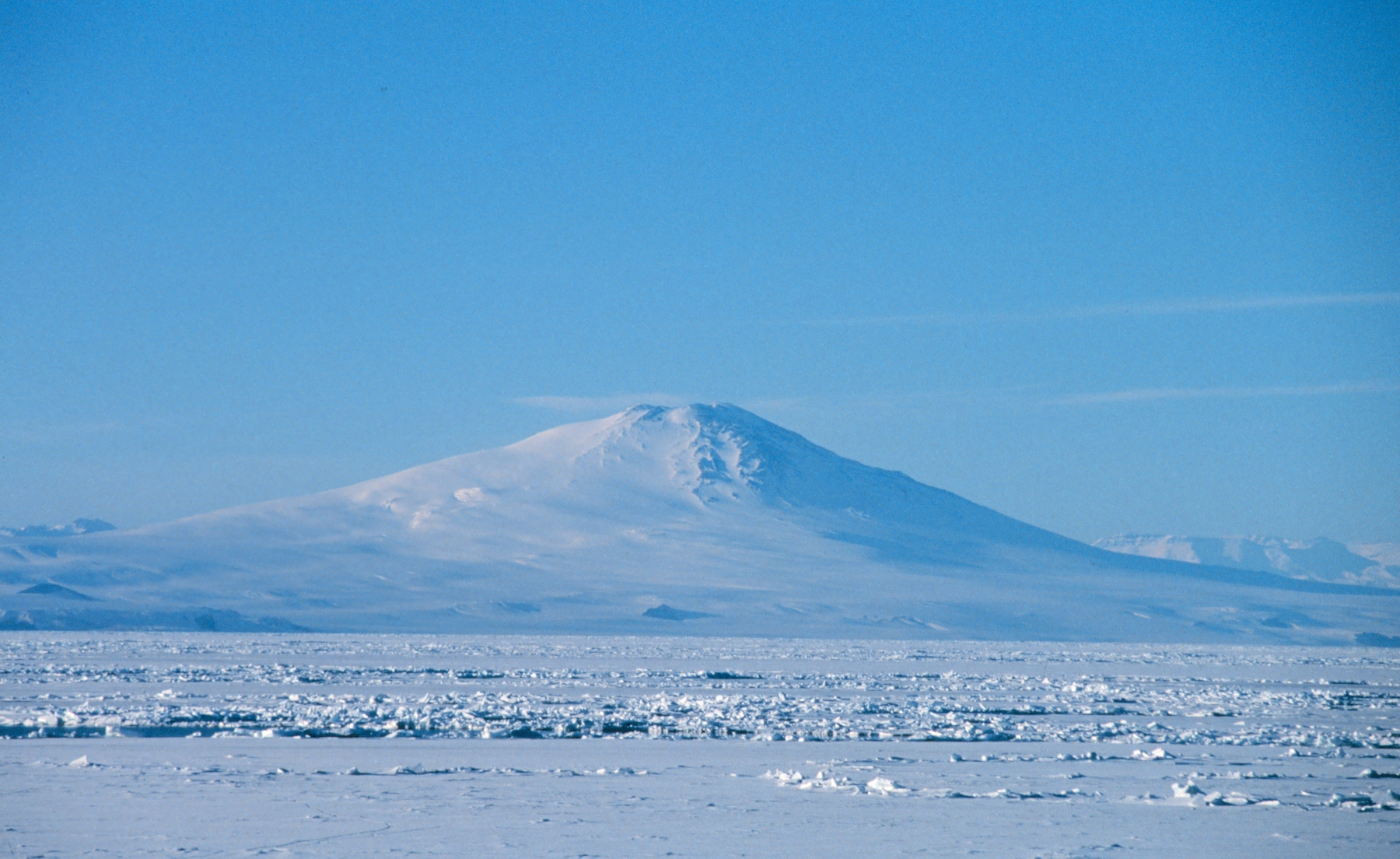
کوه ملبورن